# Керол Хомська
Керол Доріс Хомська (англ. Carol Chomsky, до шлюбу — Шац англ. Schatz; 1 липня 1930, Філадельфія, Пенсільванія, США — 19 грудня 2008, Лексінгтон, Массачусетс, США) — американська лінгвістка та спеціалістка в галузі освіти, яка вивчала володіння мовою у дітей.

## Біографія
Керол Доріс Шац народилася у Філадельфії 1 липня 1930 року, вийшла заміж за Ноама Хомського в 1949 році. Вони були знайомі відколи їй було п'ять років, а йому сім. У 1951 році вона здобула ступінь бакалавра французької мови в Пенсільванському університетіПара проводила час, живучи в Ха-Зореа,кібуці в Ізраїлі. Хоча Ноам Хомський насолоджувався життям, він був вражений єврейським націоналізмом і антиарабським расизмом, з якими він зіткнувся в країні, а також просталінським трендом. «Це також було задовго до того, як з'явилися слова про права жінок», — каже Джудіт Хомскі, дружина молодшого брата Ноама Хомського.  Керол хотіла стати механіком чи водієм трактора.
Вона здобула ступінь доктора лінгвістики в Гарвардському університеті в 1968 році. Працювала у школі, щоб заробляти на життя у випадку, якщо її чоловіка відправлять у в'язницю через активну протидію війні у В'єтнамі.
Найвідомішою книгою Хомської є «Опанування граматики для дітей від 5 до 10 років» (1969). У книзі розповідається про те, як діти розуміють основні граматичні структури своєї рідної мови та як вони використовують ці навички для побудови речень, які стають більш складними, коли вони стають старшими. Незважаючи на попередні наукові переконання, що діти завершують засвоєння синтаксису у п'ятирічному віці, дослідження Хомської виявило, що діти продовжують розвивати навички і після цього віку.
У рамках свого дослідження, щоб зрозуміти, як діти розвивають здатність читати, наприкінці 1970-х років вона розробила метод під назвою повторне читання, за яким діти читали мовчки під час відтворення запису тексту. Дитина повторювала цей процес, поки текст не можна було вільно читати без касети. Дослідження показали, що чотирьох читань із записом може бути достатньо, щоб забезпечити  вільність читання для більшості дітей. Проведено понад 100 досліджень цієї техніки, більшість з яких виявили статистично значущі покращення швидкості читання та розпізнавання слів.
Працювала на факультеті Гарвардської вищої школи освіти з 1972 по 1997 роки.
Керол Хомська померла 19 грудня 2008 року від онкології в Лексінгтоні, штат Массачусетс, у 78-річному віці.

## Публікації
- Засвоєння синтаксису у дітей 5–10 років 1968 року
- Imparare la sintassi : uno studio con bambini di scuola elementare, 1978
- М-сс-нг л-нкс: юнацька література, 1982
- М-сс-нг л-нкс: гра букви та мови, 1983
- М-сс-нг л-нкс: класика стара і нова, 1983
- М-сс-нг л-нкс: мікроенциклопедія, 1984